# Station Wierzchowo Człuchowskie
Station Wierzchowo Człuchowskie is een spoorwegstation in de Poolse plaats Ślesin.